# Facundo Bo
Facundo Bo (né en 1943 en Argentine - mort le 28 janvier 2016 en France) était un comédien et peintre argentin, reconnu pour son engagement artistique et politique. Membre de la troupe théâtrale TSE (Théâtre du Soleil Éclaté), il a marqué le théâtre parisien des années 1970 par ses performances audacieuses et esthétiquement novatrices.

## Biographie
Facundo Bo est né en 1943 en Argentine, dans un contexte marqué par les bouleversements politiques du pays. Dans les années 1970, il rejoint la compagnie TSE, fondée par Alfredo Arias, qui s'exile à Paris pour fuir la dictature militaire argentine. La troupe se distingue par une fusion de théâtre, danse et musique, offrant une esthétique pop et raffinée, et un engagement politique manifeste. 
L'un de ses rôles les plus marquants fut dans la pièce Eva Perón de Copi, où il incarne la première dame argentine avec une apparence virile contrastant avec le personnage féminin. présentée à Paris. Sa prestation a suscité l'admiration et fait sensation. Une représentation a même été interrompue par un groupe d'extrême droite argentin, mais la troupe persista, affirmant ainsi son engagement artistique et politique.
Outre sa carrière de comédien, Facundo Bo était également peintre. Il partageait sa vie avec Peter Adam, écrivain et producteur pour la BBC, avec qui il s'est marié en 2013 à La Garde-Freinet, dans le Var. Ensemble, ils ont formé un couple emblématique de la scène artistique européenne.
Facundo Bo est décédé le 28 janvier 2016 à La Garde-Freinet, à l'âge de 72 ans. Sa disparition a été largement saluée, notamment par René de Ceccatty dans Le Monde, qui souligne son rôle central dans la compagnie TSE et son influence sur le théâtre parisien de l'époque.

## Sources